# Aspidoras virgulatus
Aspidoras virgulatus är en fiskart som beskrevs av Han Nijssen och Isbrücker, 1980. Aspidoras virgulatus ingår i släktet Aspidoras och familjen Callichthyidae. Inga underarter finns listade.